# William Henry Miller
William Henry Miller (1789 – Craigentinny House, 31 ottobre 1848) è stato un politico inglese.
Celebre bibliofilo, raccolse un'immensa biblioteca di libri, la maggior parte dei quali andò dispersa tra il 1916 e il 1927. Dal 1830 al 1841 fu alla Camera dei Comuni, prima con i Whig e poi con i Tory.